# Aqueronte (plano)
El campo de batalla infernal de Aqueronte es, en el juego de rol Dungeons & Dragons, un plano de existencia de naturaleza belicosa y guerrera que forma parte de la cosmología estándar de Dungeons & Dragons. Conocido como la Gran Rueda es adaptable a muchos escenarios de campaña.
En este plano hay cuatro capas: Avalas, Ocanthus, Tintibulus y Thuldanin. Estas capas son cubos de hierro de tamaño gigantesco que flotan en el vacío y que a menudo colisionan entre sí. Aunque esto no afecte a los habitantes del plano, los ruidos de los choques permanecen durante mucho tiempo y se entremezclan con el fragor de la batalla. Posee un alineamiento extremadamente legal.
- Datos: Q2823173